# Anthomyia karli
Anthomyia karli este o specie de muște din genul Anthomyia, familia Anthomyiidae. A fost descrisă pentru prima dată de Ringdahl în anul 1929. Conform Catalogue of Life specia Anthomyia karli nu are subspecii cunoscute.